# Прокатное удостоверение
Прока́тное удостовере́ние фи́льма — документ, дающий право на прокат (демонстрацию) фильма на территории Российской Федерации, а также на его тиражирование и распространение, в том числе по кабельным или эфирным каналам. Удостоверение выдаётся уполномоченным органом — Министерством культуры РФ.

## Нормативно-правовая база
Порядок выдачи, отказа в выдаче или отзыва прокатного удостоверения на территории Российской Федерации регламентируются следующими нормативно-правовыми актами:
- Постановление Правительства РФ от 27.02.2016 N 143 «Об утверждении Правил на фильм и Правил ведения Государственного регистра фильмов» (ред. от 21.12.2016)[1].
- Постановление Правительства от 30 июля 1994 № 895[2], утвердившим Порядок ввоза на территорию РФ кино, видеофильмов, созданных в странах, не входящих в СНГ.

Согласно Федеральному закону №324-ФЗ от 31.07.2025, вступающему в силу с 1 марта 2026 года, основанием для отказа в выдаче прокатного удостоверения на фильм будет «наличие в фильме материалов, дискредитирующих традиционные российские духовно-нравственные ценности и (или) пропагандирующих их отрицание».

## Порядок выдачи и содержание документа
Прокатное удостоверение подтверждает наличие разрешения на прокат и регистрацию кино-видеофильма в Федеральном реестре прокатных удостоверений Министерства культуры Российской Федерации.
Подать документы на получение прокатного удостоверения имеют право:
1. продюсер фильма;
2. прокатчик фильма;
3. демонстратор фильма;
4. лицо, имеющее «неисключительную лицензию», если прокатное удостоверение не получено ранее лицом, имеющим исключительное право на использование фильма;
5. лицо, имеющее исключительную лицензию на использование фильма.

В удостоверение также вносятся рекомендации по возрастному ограничению зрительской аудитории фильма.
Министерство культуры Российской Федерации может отказать заявителю в выдаче прокатного удостоверения в случае нарушения им установленных правил оформления и выдачи прокатного удостоверения на кино- и видеофильмы, а также в иных случаях, предусмотренных законодательством Российской Федерации.

## Фильмы и сериалы, не получившие разрешения на широкий прокат в РФ

### Игровое кино
| Название                                                                 | Основание для отказа (отзыва)                                                                                | Примечания |
| ------------------------------------------------------------------------ | --- | --- |
| «Клип»                                                                   | «нецензурная брань, сцены употребления наркотиков и алкоголя, а также материалы порнографического характера» | |
| «Номер 44»                                                               | | (подробнее…) |
| «Любовь»                                                                 | | |
| «Смерть Сталина»                                                         | | (подробнее…) |
| «Дау. Наташа», «Дау. Нора сын», «Дау. Саша Валера», «Дау. Новый человек» | «пропаганда порнографии»                                                                                     | В 2020 году кинокомпания «Феномен Филмз» потребовала признать недействительным отказ и обязать Минкультуры допустить фильмы к прокату, однако суд отказал компании в удовлетворении требований |
| «Искушение»                                                              | | |
| «Неудачный трах, или Безумное порно»                                     | «пропаганда порнографии»                                                                                     | |
| «Сказка»                                                                 | «иные определенные федеральными законами случаи                                                              | |
| «Кандидат»                                                               | «Пропаганда ЛГБТ»                                                                                            | |

### Сериалы
| Название      | Основание для отказа (отзыва) | Примечания                                                    |
| ------------- | ----------------------------- | ------------------------------------------------------------- |
| «Монастырь»   | «оскорбление чувств верующих» | Показ сериала был осуществлен в онлайн-кинотеатре «Кинопоиск» |
| «Безбашенная» |                               |                                                               |

### Документальное кино
| Название | Основание для отказа (отзыва) | Примечания |
| -------- | ----------------------------- | ---------- |
| «Голод»  |                               |            |